# Sagadat Nurmagambetow
Sagadat Kożachmetuły Nurmagambetow (kaz. Сағадат Қожахметұлы Нұрмағамбетов; ur. 25 maja 1924 w Kosymie, zm. 24 września 2013 w Ałma-Acie) – kazachski i radziecki wojskowy oraz polityk. Uczestnik II wojny światowej. Generał porucznik Armii Radzieckiej oraz generał armii Sił Zbrojnych Republiki Kazachstanu. Minister obrony Republiki Kazachstanu w latach 1992–1995. Bohater Związku Radzieckiego oraz Narodowy Bohater Kazachstanu.

## Życiorys
We wczesnym wieku został sierotą. Rodziców zastąpił mu jego starszy brat Sagit, który zginął podczas II wojny światowej w walkach o obronę Pskowa.
Ukończył szkołę siedmioklasową z internatem. Później pracował jako kierownik czytelni w kołchozie. Po agresji Niemiec na ZSRR chciał zgłosić się do wojska, jednak z racji młodego wieku został zatrudniony jako urzędnik w wojskowym urzędzie rekrutacyjnym. W 1942 został powołany w szeregi Armii Czerwonej. Skierowano go do szkoły wojskowej piechoty w mieście Kuszka w Turkmeńskiej SRR. Po jej ukończeniu, w kwietniu 1943, został wysłany na front wschodni. Był dowódca kolejno: plutonu, kompanii oraz batalionu karabinów maszynowych. W 1944 wstąpił do WKP(b). Brał udział w wyzwalaniu spod okupacji niemieckiej Kraju Krasnodarskiego, Ukrainy, Mołdawii, zachodniej Białorusi oraz Polski walcząc w składzie 4 Frontu Ukraińskiego i 1 Frontu Białoruskiego. Jako kapitan wyróżnił się wyjątkowym męstwem podczas operacji wiślańsko-odrzańskiej. 14 stycznia 1945 dowodzona przez niego kompania sforsowała Wisłę w rejonie wsi Wyborów, następnego dnia sforsował Pilicę niedaleko Warki, zadając duże straty Niemcom. Za swoje zasługi otrzymał tytuł Bohatera Związku Radzieckiego. Wiosną 1945 brał udział w operacji berlińskiej, jego batalion zdobył budynek Kancelarii Rzeszy.
Od czerwca 1946 do listopada 1949 studiował w Akademii Wojskowej im. Michaiła Frunzego. Został następnie dowódcą pułku piechoty, później sprawował funkcję inspektora zarządu instytucji wojskowo-edukacyjnych. Od 1951 był starszym oficerem w dziale operacyjnym kwatery głównej Turkiestańskiego Okręgu Wojskowego. W 1954 objął stanowisko dowódcy pułku strzelców zmotoryzowanych. Od 1958 do 1961 był szefem sztabu dywizji strzelców zmotoryzowanych.
W 1962 został mianowany szefem sztabu obrony cywilnej Kazachskiej Socjalistycznej Republiki Radzieckiej. W 1964 otrzymał awans na stopień generała majora. W latach 1969–1981 i 1984–1989 był zastępcą dowódcy Środkowoazjatyckiego Okręgu Wojskowego. W 1974 awansowany na stopień generała porucznika. W latach 1981–1984 sprawował funkcję I zastępcy Południowej Grupy Wojsk. Ukończył Wojskową Akademię Sztabu Generalnego Sił Zbrojnych ZSRR.
W latach 1971–1994 zasiadał jako deputowany w Radzie Najwyższej Kazachskiej SRR oraz w Radzie Najwyższej Kazachstanu (od 1991). W 1989 został przewodniczącym Kazachskiej Republikańskiej Rady Weteranów Wojny, Pracy i Sił Zbrojnych oraz Komitetu Rady Najwyższej Kazachskiej SRR ds. osób niepełnosprawnych i weteranów wojskowych. W październiku 1991 został wyznaczony na urząd przewodniczącego Państwowego Komitetu Obrony Republiki Kazachstanu. 7 maja 1992 został przez prezydenta Nursułtana Nazarbajewa mianowany pierwszym ministrem obrony Republiki Kazachstanu. W tym samym roku otrzymał awans na stopień generała pułkownika Siły Zbrojne Republiki Kazachstanu. W 1993 mianowany generałem armii. Urząd swój sprawował do listopada 1995, kiedy to przeszedł w stan spoczynku. W latach 1995–1996 był doradcą prezydenta Kazachstanu Nursułtana Nazarbajewa.
Będąc na emeryturze mieszkał w Ałmaty, gdzie zmarł 24 września 2013.
W celu organizacji jego państwowego pogrzebu powołano specjalną komisję rządową pod przewodnictwem wicepremiera Bakytżana Sagintajewa. W uroczystości wzięli udział liczni przedstawiciele kazachskiego rządu i parlamentu oraz tysiące ludzi, którzy chcieli pożegnać generała. Nurmagambetow został pochowany na cmentarzu kiensajskim w Ałmaty, obok swojej żony.

## Życie prywatne
Jego syn, Tałgat (1952–2020), był generałem majorem Sił Zbrojnych Republiki Kazachstanu.

## Ordery, odznaczenia i wyróżnienia

### Kazachstan, ZSRR, Federacja Rosyjska
- Narodowy Bohater Kazachstanu (23 maja 1994, pierwsze nadanie)[5]
- Order Ojczyzny (23 maja 1994)
- Medal Astana
- Medal „10 lat Sił Zbrojnych Republiki Kazachstanu”
- Medal „10 lat niepodległości Republiki Kazachstanu”
- Medal „20 lat niepodległości Republiki Kazachstanu”
- Medal „60 lat Zwycięstwa w Wielkiej Wojnie Ojczyźnianej 1941–1945”
- Medal „10 lat Astana”
- Medal „10 lat Konstytucji Republiki Kazachstanu”
- Medal „10 lat Parlamentu Republiki Kazachstanu”
- Medal „20-lat Sił Zbrojnych Republiki Kazachstanu”

- Medal „Złota Gwiazda” Bohatera Związku Radzieckiego (27 lutego 1945)[5]
- Order Lenina (1945)[5]
- Order Rewolucji Październikowej[5]
- Order Czerwonego Sztandaru
- Order Wojny Ojczyźnianej I klasy
- Order Wojny Ojczyźnianej II klasy
- Order Czerwonego Sztandaru Pracy (dwukrotnie)
- Order Czerwonej Gwiazdy (dwukrotnie)
- Order „Za służbę Ojczyźnie w Siłach Zbrojnych ZSRR” III klasy
- Order „Znak Honoru”
- Medal „Za zasługi bojowe”
- Medal jubileuszowy „W upamiętnieniu 100-lecia urodzin Władimira Iljicza Lenina”
- Medal „Za wybitność w ochronie granic państwowych ZSRR”
- Medal „Za zwycięstwo nad Niemcami w Wielkiej Wojnie Ojczyźnianej 1941–1945”
- Medal „Za obronę Kaukazu”
- Medal jubileuszowy „Dwudziestolecia zwycięstwa w Wielkiej Wojnie Ojczyźnianej 1941–1945”
- Medal jubileuszowy „Trzydziestolecia zwycięstwa w Wielkiej Wojnie Ojczyźnianej 1941–1945”
- Medal jubileuszowy „Czterdziestolecia zwycięstwa w Wielkiej Wojnie Ojczyźnianej 1941–1945”
- Medal „Za zdobycie Berlina”
- Medal „Za wyzwolenie Warszawy”
- Medal „Weteran Sił Zbrojnych ZSRR”
- Medal „Za umacnianie braterstwa broni”
- Medal „Za rozwój dziewiczych ziem”
- Medal jubileuszowy „30 lat Armii Radzieckiej i Floty”
- Medal jubileuszowy „40 lat Sił Zbrojnych ZSRR”
- Medal jubileuszowy „50 lat Sił Zbrojnych ZSRR”
- Medal jubileuszowy „60 lat Sił Zbrojnych ZSRR”
- Medal jubileuszowy „70 lat Sił Zbrojnych ZSRR”
- Medal „Za nienaganną służbę” I klasy
- Medal „Za nienaganną służbę” II klasy
- Order Przyjaźni (1995)[6]
- Medal Żukowa
- Medal jubileuszowy „50-lecia zwycięstwa w Wielkiej Wojnie Ojczyźnianej 1941–1945”
- Medal jubileuszowy „65-lecia zwycięstwa w Wielkiej Wojnie Ojczyźnianej 1941–1945”

### Pozostałe
- Order „Za zasługi” III klasy (Ukraina, 2010)[7]
- Order Bohdana Chmielnickiego III klasy (Ukraina, 2004)[8]
- Honorowe wyróżnienie Prezydenta Ukrainy (Ukraina, 1994)[9]
- Medal jubileuszowy „60 lat wyzwolenia Ukrainy od faszystowskich najeźdźców” (Ukraina)
- Medal „Obrońca Ojczyzny” (Ukraina, dwukrotnie)
- Order 9 września 1944 I klasy (Bułgaria)
- Złoty Krzyż Zasługi (Polska)
- Medal „Pro Memoria” (Polska)
- Medal „30 lat zwycięstwa nad militarystyczną Japonią” (Mongolska Republika Ludowa)
- Honorowy obywatel Astany[5]
- Honorowy obywatel Ałmaty[5]
- Honorowy obywatel Doniecka[5]

## Upamiętnienie
- Jego imieniem nazwano założoną w 1999 szkołę wojskową w Astanie[10][11].
- Jest patronem wielu ulic na obszarze Republiki Kazachstanu.
- Jego popiersie znajduje się na wystawie w Muzeum Wielkiej Wojny Ojczyźnianej w Moskwie[1].
- Tablica pamiątkowa dedykowana wojskowemu znajduje się w Ałmaty, obok domu, w którym mieszkał pod koniec życia. Co roku w rocznicę urodzin generała Nurmagambetowa odbywa się tam uroczyste złożenie wieńców przy asyście żołnierzy[12][13].
- W 2019 – z okazji 95. rocznicy urodził generała – przy wojskowej asyście odsłonięto w Nur-Sułtanie jego pomnik. W uroczystości uczestniczył minister obrony Kazachstanu gen. Nurłan Jermekbajew[14][15].